# Valfloriana
Valfloriana là một đô thị ở tỉnh Trento ở vùng Trentino-Alto Adige/Südtirol của Ý, tọa lạc cách 25 km về phía đông bắc của Trento. Tại thời điểm ngày 31 tháng 12 năm 2004, đô thị này có dân số 538 người và diện tích là 39,4 km².
Valfloriana giáp các đô thị: Capriana, Altrei, Castello-Molina di Fiemme, Sover, Lona-Lases, Telve và Baselga di Pinè.